# Касьяновский сельсовет
Касьяновский сельсовет — сельское поселение в Нижнеингашском районе Красноярского края.
Административный центр — деревня Касьяново.

## История
Статус и границы сельского поселения установлены Законом Красноярского края от 3 декабря 2004 года № 12-2637 «Об установлении границ и наделении соответствующим статусом муниципального образования Нижнеингашский район и находящихся в его границах иных муниципальных образований»

## Население
| 2010 | 2012 | 2013 | 2014 | 2015 | 2016 | 2017 |
| ---- | ---- | ---- | ---- | ---- | ---- | ---- |
| 200  | ↗201 | ↘196 | ↘184 | ↘174 | ↘171 | ↗172 |

## Состав сельского поселения
В состав сельского поселения входит один населённый пункт — деревня Касьяново.

## Местное самоуправление
Касьяновский сельский Совет депутатов
Дата избрания: 14.03.2010. Срок полномочий: 5 лет. Количество депутатов: 7
Глава муниципального образования
- Тимофеева Любовь Ивановна. Дата избрания: 14.03.2010. Срок полномочий: 5 лет